# Klortalidon
Klortalidon, diuretik je duga djelovanja, sličan tiazidskim diureticima. 

## Djelovanje
Klortalidon povećava izlučivanje iona natrija i vode u mokraći blokirajući povratak iona natrija u distalnim bubrežnim tubulima. Povećava protok tekućine i elektrolita do distalnih tubula gdje se izlučuju ioni vodika i kalija, a zbog smanjenja plazmatskog volumena povećava se proizvodnja aldosterona. Povećani protok i porast razine aldosterona povećavaju reapsorpciju iona natrija iz distalnih tubula, odnosno gubitak iona vodika i kalija.
Anihipertenzivni učinak klortalidon ostvaruje smanjujući u početku plazmatski i izvanstanični volumen, te minutni volumen koji se tijekom liječenja normalizira. Izravnim učinkom na krvne žile klortalidon smanjuje periferni otpor.

## Primjena
U bolesnika s bubrežnim dijabetes insipidusom klortalidon ispoljava antidiuretički učinak koji je posljedica umjerenog manjka iona natrija i vode, zbog čega se povećava reapsorpcija glomerularnog filtrata u proksimalnim bubrežnim tubulima, a smanjuje količina izlučene tekućine.
Klortalidon dolazi u obliku tableta. Jako puno se koristi i smatra se jednim od osnovnih lijekova za liječenje hipertenzije. Kod liječenja hipertenzije može se koristiti sam, ali se najčešće koristi u kombinaciji s drugim antihipertenzivnim lijekovima. U klasičnoj farmakoterapiji hipertenzije klortalidon je lijek s kojim započinje liječenje hipertenzije, a često mu se dodaje kakav beta blokator. Za liječenje hipertenzije koristi se u dozi od 25 mg dnevno, a u težim slučajevima može se koristiti i 50 mg dnevno.
Osim za liječenje hipertenzije može se koristiti za liječenje edema (uzrokovani srčanom insuficijencijom, jetrenom ili bubrežnom insuficijencijom i edemi koji se pojavljuju tijekom liječenja kortikosteroidima i estrogenima) u dnevnoj dozi od 50 do 100 mg te u liječenju bubrežnog dijabetesa insipidusa u dozi od 50 mg dnevno.

## Nuspojave
Klortalidon ne smiju koristiti osobe anurijom ili teško oštećenom bubrežnom funkcijom, teškim jetrenim oštećenjem, hipokalijemijom, hiponatrijemijom ili hiperkalcijemijom. Tijekom liječenja može doći do poremećaja ravnoteže elektrolita i vode (smanjenja serumske koncentracije kalija, natrija i magnezija i povećanje koncentracije kalcija u serumu), pogotovo u višim dozama. 
Posebno oprezni trebaju biti pacijenti kojima je oštećena jetra, koji pate od gihta. Također, klortalidon može uzrokovati hiperglikemiju i hiperlipidemiju te pogoršati šećernu bolest i povećati masnoće u krvi. Osobe s lupusom također trebaju biti oprezne. 
Klortalidon, posebice u velikim dozama može poremetiti ravnotežu elektrolita, te uzrokovati hiponatrijemiju, hipokloremičnu alkalozu i hipokalijemiju. 